# Casa Ferrer (Besalú)
Casa Ferrer és una obra de Besalú (Garrotxa) protegida com a Bé Cultural d'Interès Local.

## Descripció
Edifici de la segona meitat del segle xviii d'arquitectura civil. És una casa noble que conforma un petit palauet. Conserva molt bé la façana i la part interior.